# Bossemptélé
Bossemptélé est une localité de la préfecture de Ouham-Pendé en République centrafricaine, dont elle constitue le chef-lieu de l'une des six sous-préfectures.

## Géographie

### Situation
Bossemptélé est située sur la route nationale RN3 à 369 km au nord-ouest de Bangui et à 87 km au sud de Bozoum, en limite des préfectures de Ombella-M'Poko et de Nana-Mambéré. 

## Histoire
Le 18 janvier 2014,  se déroule le massacre de Bossemptélé, lors de la Troisième guerre civile centrafricaine.

## Administration
La commune de Binon est l’unique commune de la sous-préfecture. En 2003, elle compte 18 024 habitants.

## Cultes
La ville est le siège d'une mission et paroisse catholique Sainte-Thérèse-de-l’Enfant-Jésus, elle dépend du diocèse de Bouar.

## Économie
La localité est au carrefour de la route nationale RN3 sur l’axe Bangui - Garoua-Boulaï partie du Corridor Douala Bangui et de la route régionale RR6 reliant Bozoum.